# FaceNet
FaceNet — це система розпізнавання облич, розроблена Флоріаном Шроффом, Дмитром Каленіченком і Джеймсом Філбіною, групою дослідників із Google. Вперше система була представлена широкому загалу під час конференції IEEE з комп'ютерного бачення та розпізнавання образів в 2015 році. Система використовує глибоку згортову нейронну мережу для навчання відображенню (або вкладенню) із набору зображень облич у 128-вимірний евклідів простір, а подібність між двома зображеннями обличчя оцінюється на основі квадрата евклідової відстані між відповідними нормалізованими векторами у 128-вимірному евклідовому просторі. Функцією витрат використовується функція триплетних витрат. Також, вперше було запроваджено новий онлайн-метод триплетного майнінгу. Система досягла точності 99,63 % на наборі даних Labeled Faces in the Wild, для якого це є найвищим показником.

## Структура

#### Базова структура
Структура системи розпізнавання FaceNet схематично представлена на рисунку 1.

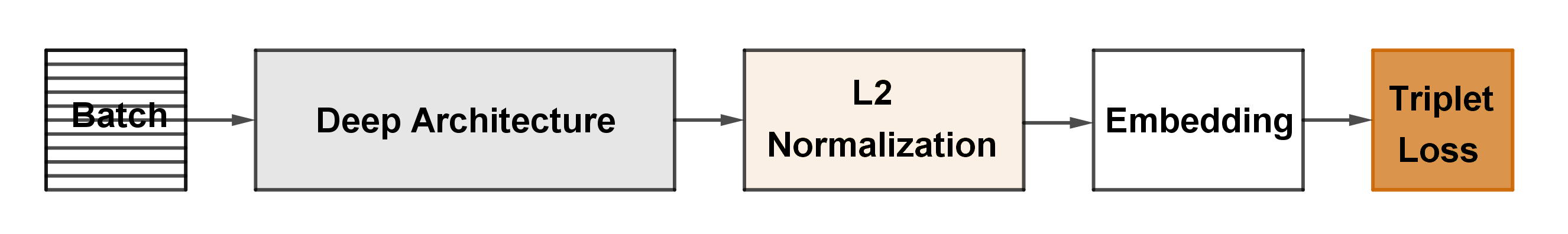
Рисунок 1: Загальна структура системи розпізнавання обличчя FaceNet

Для навчання дослідники використовували вхідними даними приблизно 1800 зображень, у яких для кожної особистості було близько 40 схожих зображень і кілька випадкових зображень, пов'язаних з іншими особами. Дані пакетами подавалися до глибокої згорткової нейронної мережі, яка навчалася за допомогою методу стохастичного градієнтного спуску зі стандартним зворотним поширенням і алгоритмом Adaptive Gradient Optimizer (AdaGrad). Швидкість навчання спочатку була встановлена на рівні 0,05, яку було зменшено на фінальному етапі тренування моделі.

#### Структура ЗНН
Дослідники використовували два типи архітектур, які вони назвали NN1 і NN2, і досліджували їхні переваги та недоліки. Практичні відмінності між моделями полягають у використанні різних параметрів і, відповідно, різними FLOPS. Подробиці моделі NN1 представлені в таблиці нижче.
| Шар     | Розмір входу (rows × cols × #filters) | Розмір виходу (rows × cols × #filters) | Ядро (rows × cols, stride) | Параметрів | FLOPS |
| ------- | ------------------------------------- | -------------------------------------- | -------------------------- | ---------- | ----- |
| conv1   | 220×220×3                             | 110×110×64                             | 7×7×3, 2                   | 9K         | 115M  |
| pool1   | 110×110×64                            | 55×55×64                               | 3×3×64, 2                  | 0          | —     |
| rnorm1  | 55×55×64                              | 55×55×64                               |                            | 0          |       |
| conv2a  | 55×55×64                              | 55×55×64                               | 1×1×64, 1                  | 4K         | 13M   |
| conv2   | 55×55×64                              | 55×55×192                              | 3×3×64, 1                  | 111K       | 335M  |
| rnorm2  | 55×55×192                             | 55×55×192                              |                            | 0          |       |
| pool2   | 55×55×192                             | 28×28×192                              | 3×3×192, 2                 | 0          |       |
| conv3a  | 28×28×192                             | 28×28×192                              | 1×1×192, 1                 | 37K        | 29M   |
| conv3   | 28×28×192                             | 28×28×384                              | 3×3×192, 1                 | 664K       | 521M  |
| pool3   | 28×28×384                             | 14×14×384                              | 3×3×384, 2                 | 0          |       |
| conv4a  | 14×14×384                             | 14×14×384                              | 1×1×384, 1                 | 148K       | 29M   |
| conv4   | 14×14×384                             | 14×14×256                              | 3×3×384, 1                 | 885K       | 173M  |
| conv5a  | 14×14×256                             | 14×14×256                              | 1×1×256, 1                 | 66K        | 13M   |
| conv5   | 14×14×256                             | 14×14×256                              | 3×3×256, 1                 | 590K       | 116M  |
| conv6a  | 14×14×256                             | 14×14×256                              | 1×1×256, 1                 | 66K        | 13M   |
| conv6   | 14×14×256                             | 14×14×256                              | 3×3×256, 1                 | 590K       | 116M  |
| pool4   | 14×14×256                             | 3×3×256, 2                             | 7×7×256                    | 0          |       |
| concat  | 7×7×256                               | 7×7×256                                |                            | 0          |       |
| fc1     | 7×7×256                               | 1×32×128                               | maxout p=2                 | 103M       | 103M  |
| fc2     | 1×32×128                              | 1×32×128                               | maxout p=2                 | 34M        | 34M   |
| fc7128  | 1×32×128                              | 1×1×128                                |                            | 524K       | 0.5M  |
| L2      | 1×1×128                               | 1×1×128                                |                            | 0          |       |
|         |                                       |                                        |                            |            |       |
| Загалом |                                       |                                        |                            | 140M       | 1.6B  |

#### Триплетна функція витрат

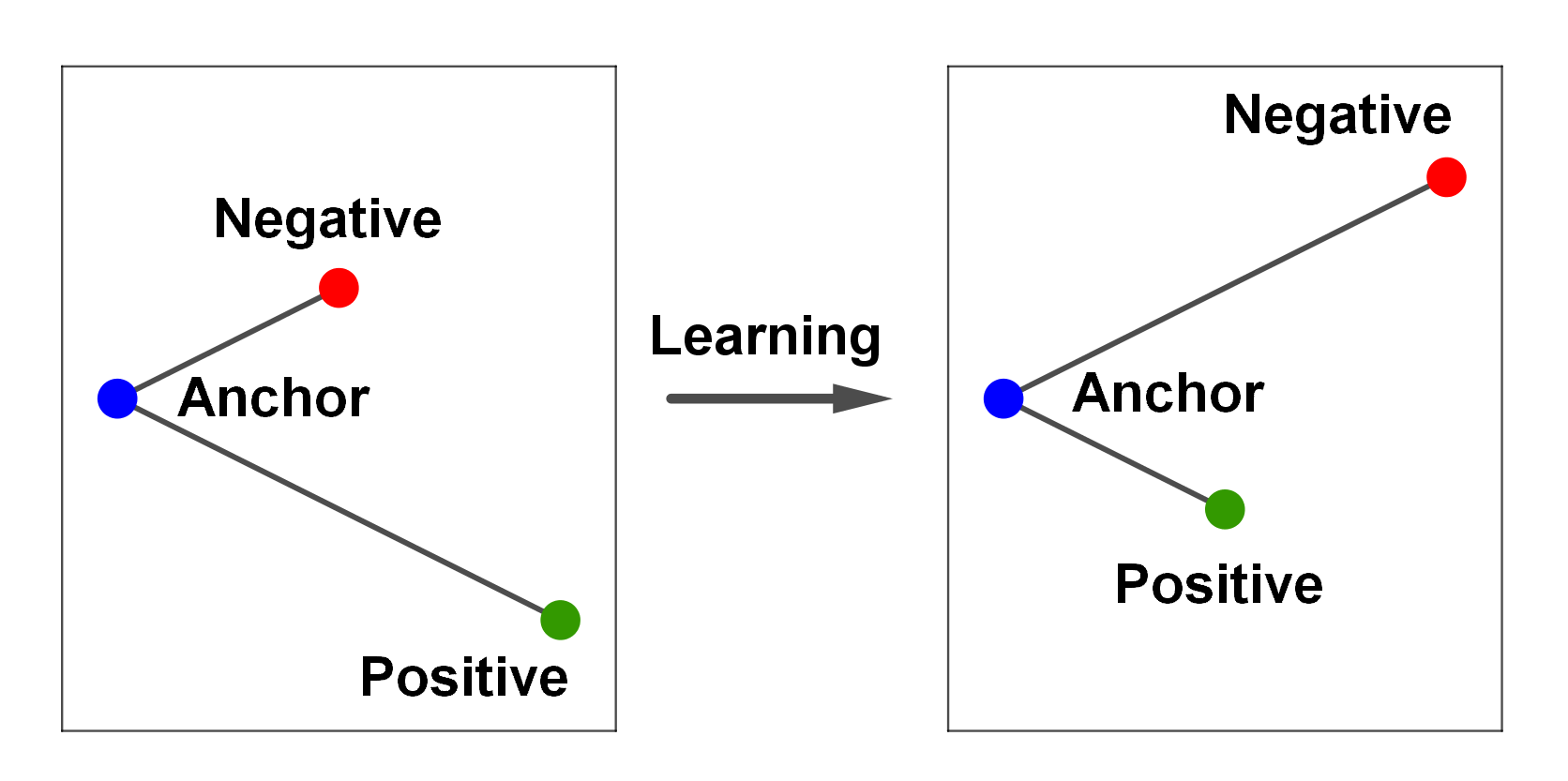
Триплетна функція витрат мінімізує відстань між якорем і підтвердженим елементом, обидва з яких мають однакову ідентичність, і максимізує відстань між якорем і елементом, який належить іншій ідентичності.

Функція витрат, яка використовувалася в системі FaceNet, отримала назву «Триплетна функція витрат». Це була нова ідея, запропонована розробниками системи FaceNet. Зазначена функція визначається за допомогою триплетів навчальних зображень {\displaystyle (A,P,N)}. У цій трійці, {\displaystyle A} (англ. anchor, «якірне зображення») позначає базове зображення людини, {\displaystyle P} (англ. positive, «позитивне зображення») позначає якесь інше зображення тієї ж самої людини, чиє зображення відповідає {\displaystyle A}, і {\displaystyle N} (англ. negative, «негативне зображення») позначає зображення іншої людини, відмінної від людини, яка зображена на {\displaystyle A} . Нехай {\displaystyle x} бути якимось зображенням, а {\displaystyle f(x)} буде вкладенням зображення {\displaystyle x} в 128-вимірний евклідів простір. Вважємо, що {\displaystyle L_{2}}-норма {\displaystyle f(x)} дорівнює 1. ({\displaystyle L_{2}}-норма вектора {\displaystyle X} у скінченновимірному евклідовому просторі позначається як {\displaystyle \Vert X\Vert }.) Ми вибираємо з набору навчальних даних триплети {\displaystyle (A^{(i)},P^{(i)},N^{(i)})}. Тренування полягає в тому, щоб після навчання на всіх триплетах {\displaystyle (A^{(i)},P^{(i)},N^{(i)})} у наборі навчальних даних виконувалася наступна умова, яка називається «обмеженням триплета»:
{\displaystyle \Vert f(A^{(i)})-f(P^{(i)})\Vert _{2}^{2}+\alpha <\Vert f(A^{(i)})-f(N^{(i)})\Vert _{2}^{2}}
де {\displaystyle \alpha } є сталою, яка називається запасом (англ. margin), і її значення потрібно встановлювати вручну. Його значення було встановлено як 0,2.
Таким чином, функція, яку потрібно мінімізувати, це така функція, яка називається функцією триплетних витрат:
{\displaystyle L=\sum _{i=1}^{N}\max {\Big (}\Vert f(A^{(i)})-f(P^{(i)})\Vert _{2}^{2}-\Vert f(A^{(i)})-f(N^{(i)})\Vert _{2}^{2}+\alpha ,0{\Big )}}

#### Вибір триплетів
Загалом кількість триплетів виду {\displaystyle (A^{(i)},P^{(i)},N^{(i)})} буде занадто великою, щоб перебрати усі можливі комбінації. Для прискорення обчислень, дослідники Google розглядали лише ті триплети, які порушують обмеження триплетів, яке визначається наступним чином. Для якірного зображення {\displaystyle A^{(i)}} вибирається позитивне зображення {\displaystyle P^{(i)}} для котрого відстань {\displaystyle \Vert f(A^{(i)})-f(P^{(i)})\Vert _{2}^{2}} є максимальною (таке позитивне зображення називається «жорстким позитивним зображенням»), а негативне зображення {\displaystyle N^{(i)}} для котрого відстань {\displaystyle \Vert f(A^{(i)})-f(N^{(i)})\Vert _{2}^{2}} є мінімальною (називається «жорстким негативним зображенням»). Оскільки використання всього набору навчальних даних для визначення жорстких позитивних і жорстких негативних зображень було обчислювально дорогим і нездійсненним, дослідники експериментували з кількома методами для вибору триплетів.
- Триплети генеруються в режимі офлайн, коли обчислюється мінімум і максимум для підмножини даних.
- Триплети генеруються онлайн, коли вибираються жорсткі позитивні/негативні приклади з міні-батчу.

## Продуктивність
На широко використовуваному наборі даних Labeled Faces in the Wild (LFW) система FaceNet досягла точності 99,63 %, що є найвищим результатом на цьому наборі даних. На YouTube Faces DB система досягла точності 95,12 %.

## Подальше читання
- Rajesh Gopakumar; Karunagar A; Kotegar, M.; Vishal Anand (September 2023). "A Quantitative Study on the FaceNet System": in Proceedings of ICACCP 2023. Singapore: Springer Nature. с. 211—222. ISBN 9789819942848.
- Ivan William; De Rosal Ignatius Moses Setiadi; Eko Hari Rachmawanto; Heru Agus Santoso; Christy Atika Sari (2019). "Face Recognition using FaceNet (Survey, Performance Test, and Comparison)" in Proceedings of Fourth International Conference on Informatics and Computing. IEEE Xplore. Процитовано 6 жовтня 2023.
- For a discussion on the vulnerabilities of Facenet-based face recognition algorithms in applications to the Deepfake videos: Pavel Korshunov; Sébastien Marcel (2022). "The Threat of Deepfakes to Computer and Human Visions" in: Handbook of Digital Face Manipulation and Detection From DeepFakes to Morphing Attacks (PDF). Springer. с. 97—114. ISBN 978-3-030-87664-7. Процитовано 5 жовтня 2023.
- For a discussion on applying FaceNet for veifying faces in Android: Vasco Correia Veloso (January 2022). Hands-On Artificial Intelligence for Android. BPB Publications. ISBN 9789355510242.